# Eptesicus nasutus
Eptesicus nasutus es una especie de murciélago de la familia Vespertilionidae.

## Distribución geográfica
Se encuentra en Península arábiga (Arabia Saudita, Omán Yemen), Irak, Irán, Afganistán y Pakistán.